# Cédric Boldron
Cédric Boldron (né le 3 septembre 1978 à Briançon dans les Hautes-Alpes) est un joueur français de hockey sur glace devenu entraîneur.

## Carrière de joueur
Hormis la saison 2005-2006 passé au Hockey Club de Caen, il a toujours porté les couleurs de son club formateur des Diables Rouges de Briançon. En 2004-2005, les diables rouges échouent en finale de la Coupe de France contre les Dragons de Rouen. Lors de la saison 2006-2007, les briançonnais terminent troisièmes de la saison régulière de la Ligue Magnus. Lors des demi-finales, elle est battue trois victoires à deux contre le futur vainqueur Grenoble. En 2007-2008, l'équipe perd en finale de la Coupe de la Ligue et en finale de la Ligue Magnus contre les Dragons de Rouen.
En 2008, l'équipe est battue en huitième de finale de la Coupe de France chez les Ducs de Dijon 3-1. Elle s'incline en finale de Coupe de la Ligue contre les Brûleurs de Loups de Grenoble 4-3 après prolongation. Les briançonnais, premiers de la saison régulière, sont défaits trois victoires à une en finale de la Ligue Magnus contre cette même équipe. Les grenoblois réalisent le quadruplé avec en plus le match des champions et la Coupe de France.

## Statistiques
| Saison    | Équipe           | Ligue        |    | Saison régulière | Saison régulière | Saison régulière | Saison régulière | Saison régulière |   | Séries éliminatoires | Séries éliminatoires | Séries éliminatoires | Séries éliminatoires | Séries éliminatoires |
| Saison    | Équipe           | Ligue        | PJ | B                | A                | Pts              | Pun              | PJ               | B | A                    | Pts                  | Pun                  |                      |                      |
| 1996-1997 | Briançon         | Division 1   | 18 | 6                | 3                | 9                | 8                |                  |   |                      |                      |                      |                      |                      |
| 1997-1998 | Briançon         | Division 1   | 17 | 2                | 3                | 5                | 6                |                  |   |                      |                      |                      |                      |                      |
| 1998-1999 | Briançon         | Division 1   |    | 9                | 15               | 24               |                  |                  |   |                      |                      |                      |                      |                      |
| 1999-2000 | Briançon         | Division 1   |    |                  |                  |                  |                  |                  |   |                      |                      |                      |                      |                      |
| 2000-2001 | Briançon         | Division 1   | 24 | 8                | 3                | 11               | 28               |                  |   |                      |                      |                      |                      |                      |
| 2001-2002 | Briançon         | Division 1   |    | 7                | 9                | 16               |                  |                  |   |                      |                      |                      |                      |                      |
| 2002-2003 | Briançon         | Ligue Magnus | 22 | 7                | 14               | 21               | 16               |                  |   |                      |                      |                      |                      |                      |
| 2003-2004 | Briançon         | Ligue Magnus | 24 | 10               | 13               | 23               | 42               | 4                | 4 | 1                    | 5                    | 6                    |                      |                      |
| 2003-2004 | Briançon         | CdF          | 2  | 1                | 1                | 2                | 2                |                  |   |                      |                      |                      |                      |                      |
| 2004-2005 | Briançon         | Ligue Magnus | 28 | 7                | 7                | 14               | 32               | 4                | 0 | 0                    | 0                    | 0                    |                      |                      |
| 2004-2005 | Briançon         | CdF          | 5  | 0                | 2                | 2                | 20               |                  |   |                      |                      |                      |                      |                      |
| 2005-2006 | Drakkars de Caen | Ligue Magnus | 26 | 5                | 5                | 10               | 38               | 2                | 0 | 0                    | 0                    | 2                    |                      |                      |
| 2006-2007 | Briançon         | Ligue Magnus | 26 | 6                | 5                | 11               | 32               | 5                | 1 | 1                    | 2                    | 6                    |                      |                      |
| 2006-2007 | Briançon         | CdF          | 4  | 1                | 2                | 3                | 20               |                  |   |                      |                      |                      |                      |                      |
| 2006-2007 | Briançon         | CdlL         | 4  | 2                | 1                | 3                | 2                |                  |   |                      |                      |                      |                      |                      |
| 2007-2008 | Briançon         | Ligue Magnus | 26 | 10               | 4                | 14               | 10               | 9                | 0 | 0                    | 0                    | 14                   |                      |                      |
| 2007-2008 | Briançon         | CdF          | 3  | 0                | 0                | 0                | 4                |                  |   |                      |                      |                      |                      |                      |
| 2007-2008 | Briançon         | CdlL         | 7  | 1                | 1                | 2                | 4                |                  |   |                      |                      |                      |                      |                      |
| 2008-2009 | Briançon         | Ligue Magnus | 24 | 3                | 11               | 14               | 8                | 12               | 2 | 2                    | 4                    | 2                    |                      |                      |
| 2008-2009 | Briançon         | CdF          | 1  | 0                | 0                | 0                | 2                |                  |   |                      |                      |                      |                      |                      |
| 2008-2009 | Briançon         | CdlL         | 11 | 3                | 6                | 9                | 0                |                  |   |                      |                      |                      |                      |                      |
| 2009-2010 | Annecy           | Division 1   | 26 | 15               | 16               | 31               | 40               |                  |   |                      |                      |                      |                      |                      |
| 2010-2011 | Annecy           | Division 2   | 18 | 16               | 18               | 34               | 44               | 7                | 8 | 7                    | 15                   | 4                    |                      |                      |
| 2011-2012 | Annecy           | Division 2   | 17 | 10               | 15               | 25               | 28               | 8                | 6 | 7                    | 13                   | 8                    |                      |                      |
| 2012-2013 | Annecy           | Division 1   | 26 | 13               | 7                | 20               | 42               | -                | - | -                    | -                    | -                    |                      |                      |

## Évolution en Ligue Magnus
- Premier match: le 14 septembre 2002 avec Briançon contre Mulhouse.
- Premier point: le 14 septembre 2002 avec Briançon contre Mulhouse.
- Premier but: le 5 octobre 2002 avec Briançon à Anglet.
- Première assistance: le 14 septembre 2002 avec Briançon contre Mulhouse.
- Plus grand nombre de points en un match:  4 (plusieurs fois).
- Plus grand nombre de buts en un match: 4, le 10 avril 2004 avec Briançon contre Clermont.
- Plus grand nombre d'assistances en un match: 3, le 15 novembre 2003 avec Briançon contre Clermont.